# Kraftwerk Kirchlengern
Das Kraftwerk Kirchlengern ist ein Gas- und Dampfturbinenkraftwerk in der ostwestfälischen Stadt Kirchlengern. Erbaut wurde es von dem Elektrizitätswerk Minden-Ravensberg als Steinkohlekraftwerk für die in Ibbenbüren abgebaute Steinkohle und nahm am 30. November 1910 seinen Dienst auf.

## Geschichte

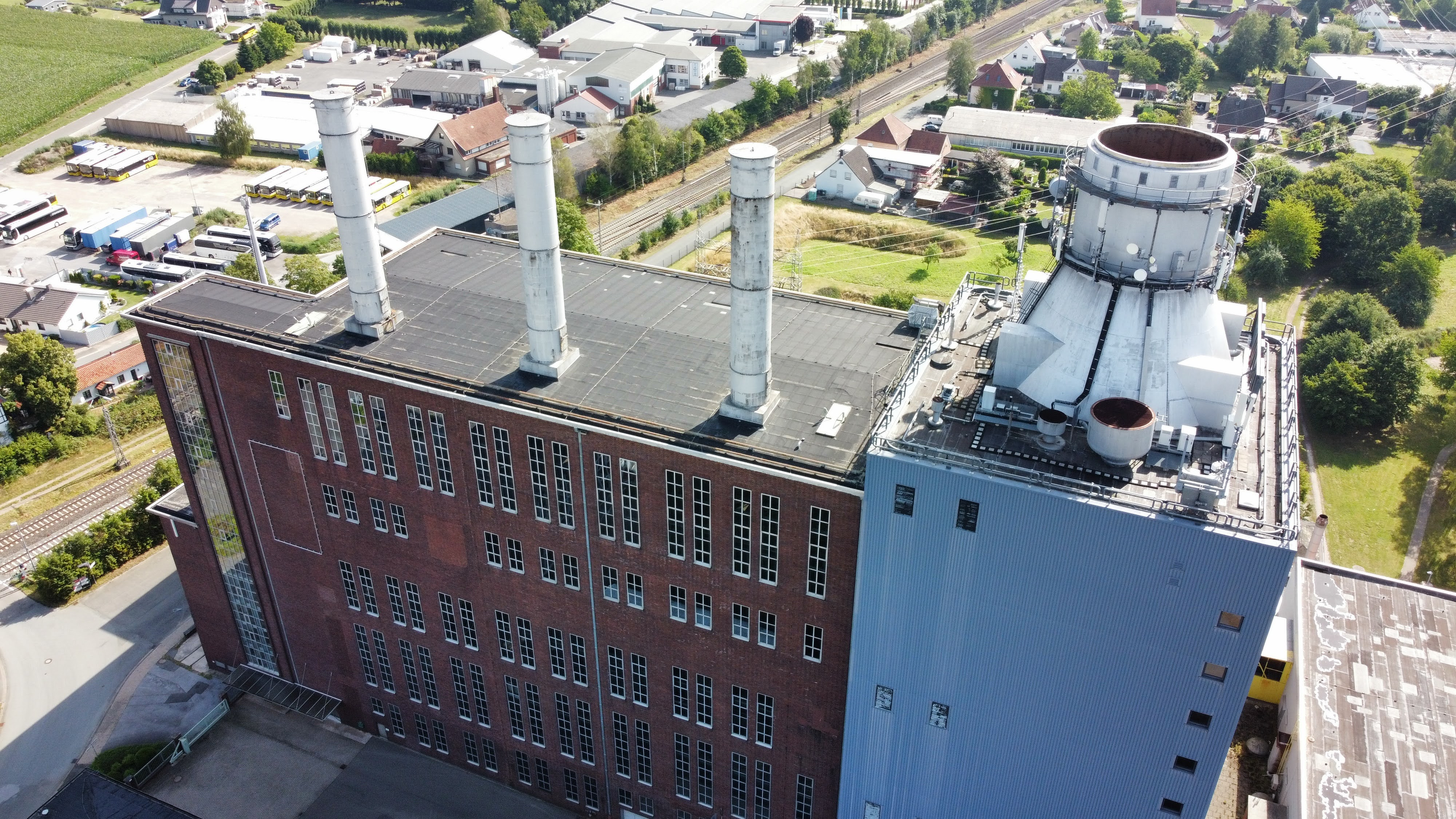
Kraftwerk Kirchlengern Luftbild (2022)

Das Kraftwerk Kirchlengern ist das älteste Kraftwerk im Norden von Ostwestfalen-Lippe und war das erste Kraftwerk des Elektrizitätswerks Minden-Ravensberg. Hier wurde der Strom für die Elektrizitätsgesellschaft erzeugt und über das Versorgungsgebiet verteilt.
Für den Bau des Kraftwerks Kirchlengern wurde unter drei möglichen wassernahen Standorten schnell ein hochwasserfreies Gelände in Kirchlengern an der unteren Else gewählt. Am 30. November 1910 fand die Einweihung des Steinkohle-Kraftwerks Kirchlengern statt. Es bestand aus zwei Blöcken mit einer Leistung von 1000 bzw. 700 Kilowatt und war damit als Grundlastkraftwerk für das in kommunaler Hand befindliche Elektrizitätswerk Minden-Ravensberg gedacht. 1912 wurde ein dritter Block gebaut, der die Leistung des Kraftwerks auf insgesamt 3700 kW erhöhte. Zwischen 1920 und 1935 war das Kraftwerk durch permanente bauliche Erweiterungen und Kapazitätsaufstockungen gekennzeichnet. Neue Dampfkessel, Turbogeneratoren, Pumpenanlagen, ein zweiter Schornstein sowie eine neue Kohlentransportanlage mit Kübelkatze wurden installiert.
Nach dem Zweiten Weltkrieg wollte die Landesregierung von Nordrhein-Westfalen das Kraftwerk Kirchlengern schließen. Das Elektrizitätswerk Minden-Ravensberg sollte den Strom von dem Kraftwerk Lahde beziehen. Doch der EMR wehrte sich dagegen, da dieses Kraftwerk von der Preussen Elektra und nicht in eigener Regie betrieben wurde. Ausschlaggebend war dann, dass kein anderes Kraftwerk die Magerfeinkohle aus der Zeche Ibbenbüren so frachtgünstig verwerten konnte. 1953 wurde das Kraftwerk Kirchlengern auf 169 Megawatt ausgebaut.
Der EMR baute in den 1950er Jahren das Kraftwerk Veltheim auf, das die Grundlast bringen sollte. Das Kraftwerk Kirchlengern verlor u. a. auch aufgrund der steigenden Weltmarktpreise für Steinkohle seine Bedeutung, weil es sich so nicht mehr kostengünstig betreiben ließ. Zudem fand im Kraftwerk Kirchlengern keine Rauchgasreinigung statt, die Bevölkerung war den Emissionen von Rauch, Ruß, Flugasche und Lärm ausgesetzt. Erst 1954 sorgte ein Elektrofilter für eine erträgliche Flugstaubreduzierung. Das EMR baute in der zweiten Hälfte der 1960er Jahre die zwei 100-MW-Blöcke auf eine Gasfeuerung um.
1980 ging die neue 160-MW-Gas- und Dampfturbinenkombination im Kraftwerk Kirchlengern – die seinerzeit weltgrößte Anlage dieser Art – in Betrieb.
1984 ging das benachbarte Atomkraftwerk Grohnde ans Netz, an dem die EMR beteiligt waren und lieferte den Grundlaststrom. Das Kraftwerk Kirchlengern wurde ab da nur noch als Reserve- oder Spitzenlastkraftwerk gefahren.
Der produzierte Strom wurde seit 1912 über 40 Trafostationen verteilt, die über EMR-eigene, insgesamt 110 km lange Leitungen mit dem Kraftwerk verbunden waren. Dabei gaben die Kraftwerksblöcke den Strom als Dreiphasenwechselstrom (umgangssprachlich "Drehstrom") mit einer Spannung von 6000 Volt ab, er wurde in den Trafostationen als Dreiphasen-Wechselstrom auf Haushaltsübliche 380 Volt (bis 1987, danach 400 Volt) für den so genannten "Kraftstrom" bzw. 220 Volt (230 Volt) für "Lichtstrom" heruntergespannt.
Am 1. Oktober 2003 wurde das Elektrizitätswerk Minden-Ravensberg als Eigentümer und Betreiber in einer Fusion von E.ON Westfalen Weser übernommen und letztere damit neuer Eigentümer des Kraftwerks. Im Juli 2013 ging das Kraftwerk Kirchlengern an den derzeitigen Eigentümer Energieservice Westfalen Weser über. Dieser hat im August 2015 bei der Bundesnetzagentur beantragt, das Kraftwerk Kirchlengern vorläufig vom Netz zu nehmen.
Im Rahmen der Energiewende wird in Ostwestfalen-Lippe eine Modellregion zur Erprobung von Wasserstofftechnologien werden. In Rahmen dessen soll das Kraftwerk Kirchlengern in ein Wasserstoffkraftwerk umgebaut werden.
Das Kraftwerk hat keine Kühltürme, sondern führt die Abwärme an die Else ab. Hier wurde extra eine Staustufe gebaut und mit dem Wasserrechteinhaber, einem Wassermüller, eine Einigung erzielt.

## Netzanschluss
Der Netzanschluss erfolgt auf der 110-kV-Hochspannungsebene in das Netz des Übertragungsnetzbetreibers E.ON Westfalen Weser Netz AG am Knoten Umspannwerk Kirchlengern.